# Schreibtisch des Ruhrgebiets
Der Schreibtisch des Ruhrgebiets ist eine umgangssprachliche, früher häufiger verwendete Metapher für die Stadt Düsseldorf als Verbands- und Verwaltungssitz vieler Eisen und Stahl produzierender Betriebe des Ruhrgebiets. Der Cluster früherer Verwaltungszentralen der Montanindustrie wie der Konzerne Mannesmann, Thyssen und Krupp, die sich Anfang des 20. Jahrhunderts im Stahlwerksverband zusammengeschlossen hatten, war damit ebenso gemeint wie der Umstand, dass die Stadt – vor allem in der Gründerzeit – zur „Wiege des modernen industriellen Verbandswesens“ in Deutschland geworden war.
Heute soll mit dem Begriff oft die allgemeine Bedeutung Düsseldorfs als Zentraler Ort unterstrichen werden. Längst hat sich die in der Zeit der Hochindustrialisierung in Deutschland entstandene Verwaltungstätigkeit für international tätige Industriekonzerne in Düsseldorf im Rahmen der Tertiärisierung auf ein breites Feld unternehmensnaher Dienstleistungen erweitert. Hinzu kommen die in einem Regierungsviertel sichtbar werdenden Hauptstadtfunktionen für das Land Nordrhein-Westfalen. Die im Zuge von Postfordismus,  Globalisierung und Metropolisierung in Düsseldorf angesiedelten Cluster und Netzwerke verliehen dem Standort eine hohe Kontrollkapazität über die an Rhein und Ruhr entstandene Agglomeration, die Metropolregion Rhein-Ruhr. Innerhalb dieses polyzentrischen Ballungsraums hat die Stadt eine funktionale Primatstellung inne. Das Globalization and World Cities Research Network weist sie seit den 1990er Jahren als Global City aus.  

## Geschichte bis 1945

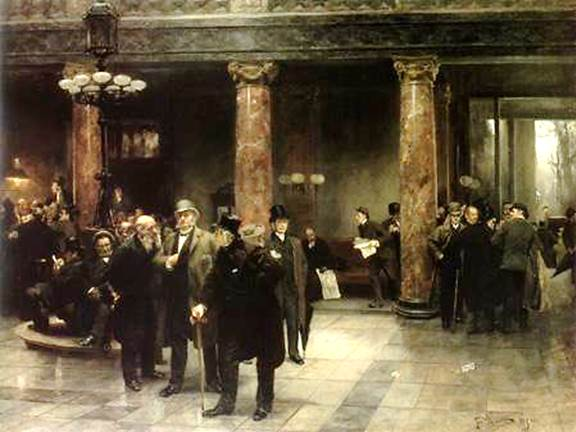
An der Börse, 1888 – In den 1880er und 1890er Jahren schilderte der Genremaler Ferdinand Brütt das Milieu einer neuen bürgerlichen Schicht von Kapitalisten in der Düsseldorfer Börse.

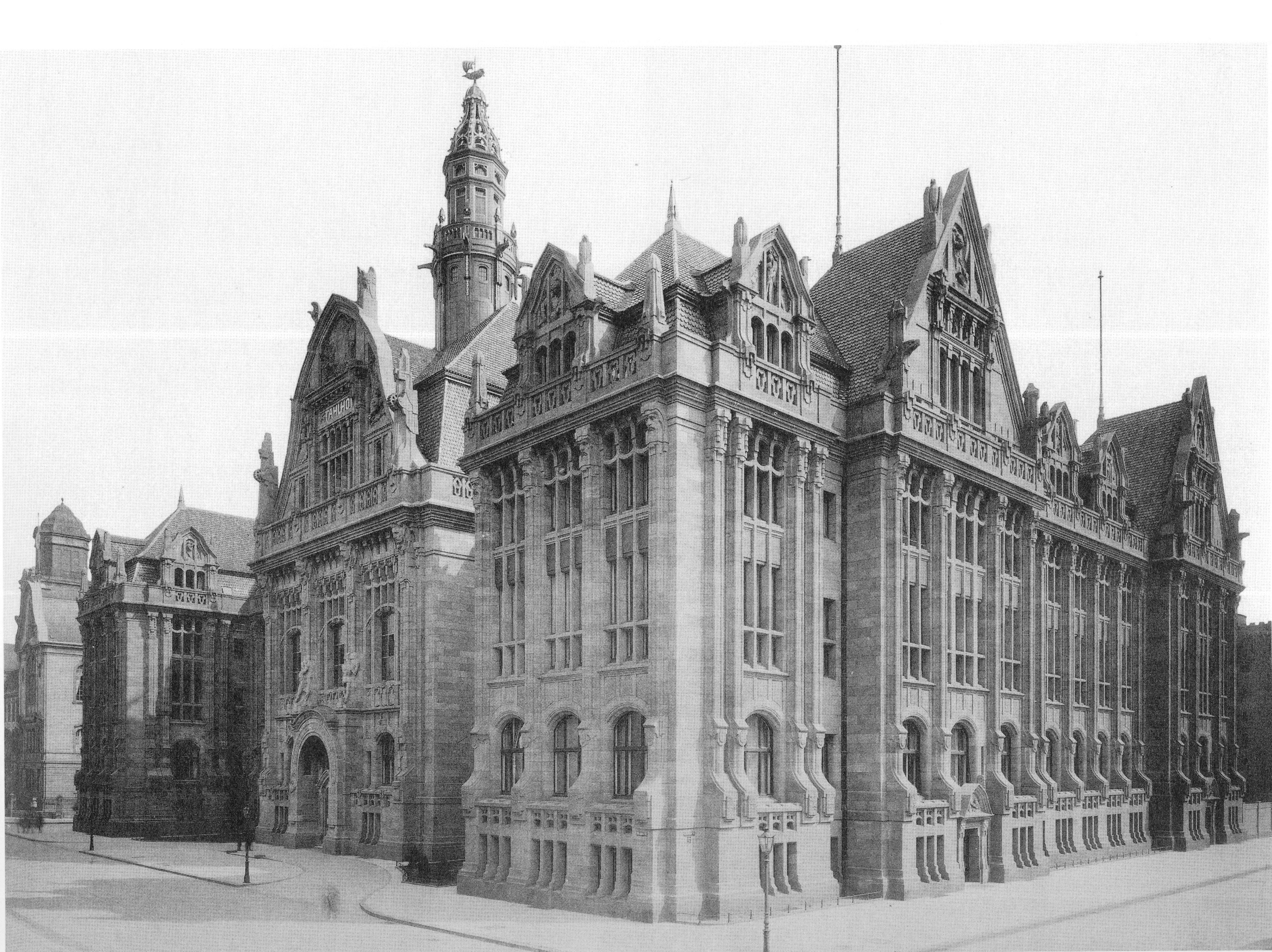
Der Stahlhof vor dem Ersten Weltkrieg, eine Keimzelle der Entwicklung Düsseldorfs zum Schreibtisch des Ruhrgebiets

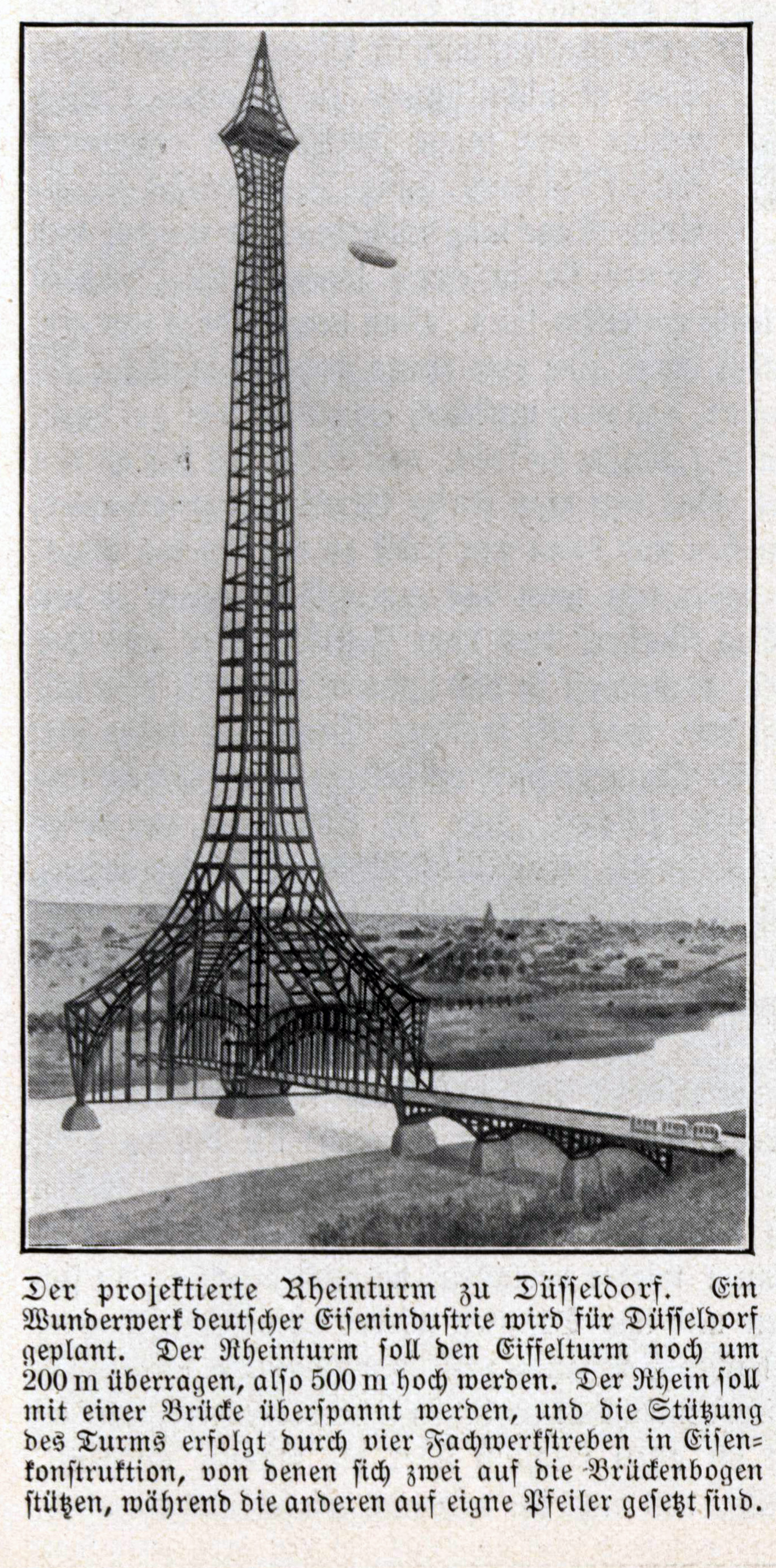
Der für eine Höhe von 500 Metern geplante „Rheinturm“ von 1913 war Ausdruck der ehrgeizigen Ambitionen des Stahlwerksverbands vor dem Ersten Weltkrieg: Über dem Rhein vor Düsseldorf wollte er ein gigantisches Zeichen seines Könnens setzen, 200 Meter höher als der Eiffelturm.

Im frühen 19. Jahrhundert profitierte Düsseldorf in erheblichen Umfang von der Ansiedlung von Unternehmern, besonders  aus dem Bergischen Land und aus der Eifel. Ihre Eisen produzierenden und Metall verarbeitenden Industrien konnten am Rhein größeren Nutzen aus neuen wirtschaftlichen Möglichkeiten ziehen, die sich insbesondere aus dem grenzüberschreitenden Handel und aus der Industrialisierung des rheinisch-westfälischen Gebiets ergaben. Die Bedeutung des Rheins stieg im Laufe des 19. Jahrhunderts vor allem durch die Entwicklung der Dampfschifffahrt und durch den Wegfall von Handelshindernissen infolge der Gründung des Deutschen Zollvereins. Die Mannheimer Akte liberalisierte die Rheinschifffahrt.  
Ehemals Residenzstadt des pfälzischen Kurfürsten Johann Wilhelm aus der Dynastie Pfalz-Neuburg sowie Hauptstadt der Herzogtümer Jülich-Berg und des nachfolgenden Großherzogtums Berg, wurde Düsseldorf 1816 Verwaltungssitz der königlich-preußischen Bezirksregierung. 1821 bezog Friedrich von Preußen, der Neffe des preußischen Königs, als preußischer Divisionskommandeur seinen Wohnsitz im Schloss Jägerhof und schuf damit ein neues Zentrum „höfischer“ Repräsentation der Hohenzollern am Rhein. Als „weicher“ Standortfaktor kam seit Alters her eine vergleichsweise dichte Struktur kultureller Einrichtungen und ein die Stadtgesellschaft prägendes künstlerisches Milieu hinzu, in dem die 1819 neugegründete Kunstakademie Düsseldorf sowie die international renommierten Maler der Düsseldorfer Schule den Ton angaben. 1826 wurde die Stadt Sitz des Provinziallandtags der Rheinprovinz, somit politisches Zentrum der reichsten Provinz Preußens, in dem zunehmend selbstbewusst vor allem wirtschaftsbürgerliche Interessen vertreten wurden. Diese Standortmerkmale, die von einer entsprechenden Struktur in Gastronomie und Hotellerie flankiert wurden, schufen günstige Bedingungen für berufliche Zusammenkünfte, Tagungen und Handelsmessen. Bereits 1852 konnte sich Düsseldorf durch die Provinzial-Gewerbe-Ausstellung für Rheinland und Westphalen als führender Messestandort des rheinisch-westfälischen Industriegebiets etablieren. Bei derartigen Veranstaltungen wurden neben Gütern auch Informationen gehandelt und soziale Kontakte gepflegt und es wurde Wert darauf gelegt, dass sie ein repräsentativer kultureller Rahmen umgab.
Neben der Entstehung eines Messestandortes durch Kunst-, Gewerbe- und Industrieausstellungen begünstigte die zentrale verkehrliche Lage der Stadt am Rhein und an einem bedeutenden Eisenbahnknoten das Wachstum des Wirtschaftsstandortes. Ende des 19. Jahrhunderts entstand zur Bewältigung gewachsener Gütermengen ein großer Hafen, im 20. Jahrhundert kam ein Flughafen hinzu.
Besondere Bedeutung für die Stadtentwicklung hatte die Entstehung eines modernen Verbandswesen: Im Mai 1852 tagte in Düsseldorf der Zollvereinsländische Eisenhütten- und Bergwerksverein, die erste schutzzollorientierte Organisation der deutschen Schwerindustrie. Seit 1861 firmierten in Düsseldorf der 1856 gegründete Verein Deutscher Ingenieure (zunächst als Bezirksverein, ab 1949 als Zentrale) und der 1860 gegründete Verein Deutscher Eisenhüttenleute. Als ein früher Impuls für die Ansiedlung politischer Interessenvertretungen der Wirtschaft darf insbesondere der von William Thomas Mulvany 1871 initiierte Langnam-Verein angesehen werden. 1874 etablierte sich in Düsseldorf die Nordwestliche Gruppe des Vereins Deutscher Eisen- und Stahlindustrieller, aus dem 1946 die Wirtschaftsvereinigung Stahl hervorging. Es folgten der Verband der Deutschen Maschinenfabriken, der Verein Deutscher Eisengießereien, der Verein Deutscher Stahlformgießereien, die Vereinigung Deutscher Edelstahlwerke, der Verein Deutscher Nietenfabrikanten und der Verein der Deutschen Dampfkessel- und Apparateindustrie. 1897 nahm das Rheinisch-Westfälische Roheisensyndikat, ein Absatzkartell rheinisch-westfälischer Hütten, das sich bald mit Syndikaten aus dem Siegerland und Lothringen-Luxemburg vereinigte, seine Arbeit in Düsseldorf auf. Hinzu kam ab 1904 der Stahlwerksverband, in dem die meisten Stahlproduzenten des Ruhrgebiets, bald darauf auch ganz Deutschlands zusammengeschlossen waren. Der Stahlwerksverband war ebenfalls ein komplexes, fortgeschrittenes Absatzkartell vom Typ eines Syndikats, also mit zentralisiertem, gemeinsamem Verkauf. Dieser erfolgte ab 1908 in den Räumen des heute noch bestehenden Stahlhofes. Vor dem Ersten Weltkrieg waren etwa 80 Prozent der deutschen Stahlfertigerzeugnisse über den Stahlwerksverband organisiert.
Die Jahrzehnte zwischen Reichsgründung und Erstem Weltkrieg schufen die Grundlagen für Düsseldorfs Ruf als „Schreibtisch des Ruhrgebiets“. Der durch Bevölkerungswachstum, technische Innovation, geringe Energie- und Transportkosten sowie günstige Steuersätze angefachte Wirtschaftsboom wurde durch eine weitsichtige Stadtplanung in eine Stadtentwicklung gelenkt, die der US-amerikanische Publizist Frederic C. Howe als beispielhaft und fortschrittlich hervorhob. Die Stadt bezeichnete er 1910 als „City of Tomorrow“. Dies war auch dem Oberbürgermeister Wilhelm Marx zu verdanken, der in seiner Zeit nicht nur das kulturelle Leben der Stadt förderte, Grundlagen der Luftfahrt in Düsseldorf legte und zur Gründung des Industrie-Clubs Düsseldorf beitrug, sondern sich auch im Verbund mit anderen im Rat der Stadt vertretenen Industriellen dafür einsetzte, dem Stahlwerksverband unter bestimmten Bedingungen das Baugrundstück für den Bau des Stahlhofs kostenlos zur Verfügung zu stellen. Privates Kapital und öffentliche Hand investierten darüber hinaus in beträchtlichem Umfang in den repräsentativen Ausbau der Stadt (Bau des Hafens in der Lausward, 1886–1896; Bau der Oberkasseler Brücke einschließlich K-Bahn, 1896–1898; Rheinufervorschiebung und Anlage der ersten Rheinuferpromenade, 1899–1902; Konversion des innenstädtischen Kasernenstandortes und Entwicklung eines Büro-, Geschäfts- und Bankenviertels an Königsallee, Breite Straße und Kasernenstraße ab 1899; Ausrichtung der internationalen Industrie- und Gewerbeausstellung Düsseldorf und Bau des Kunstpalasts, 1902; Bau von Verwaltungspalästen: Oberlandesgericht, 1910; Königlich Preußische Regierung, 1907–1911; Zentralverwaltung des Provinzialverbandes der Rheinprovinz, 1910–1911; alle Gebäude mit herrschaftlichen Amtssitzen ihrer Leiter).
Parallel zu Verwaltungszentralen und Wirtschaftsverbänden siedelten sich etliche Banken und Versicherungen an und begründeten den Finanzplatz Düsseldorf. 1875 entstand mit der Börse Düsseldorf ein bedeutender Handelsplatz für Wertpapiergeschäfte, der die zentralörtliche Bedeutung des Finanzplatzes wesentlich steigerte. Die staatliche Anerkennung der Börse im Jahr 1884 ging maßgeblich auf das Wirken von Christian Gottfried Trinkaus zurück. 1935 verschmolz sie unter der Bezeichnung „Rheinisch-Westfälische Börse“ mit den Börsen von Essen und Köln, womit sie eine herausragende Bedeutung für das westdeutsche Wirtschaftsleben erlangte.
In den 1920er Jahren kamen weitere Industriekonzerne hinzu, so 1921 Phoenix-Rheinrohr und ab 1926 die Vereinigten Stahlwerke. Im Dritten Reich blieb Düsseldorf die wichtigste Verkaufs- und Organisationsdrehscheibe der kartellierten deutschen Stahlindustrie. Die Reichsvereinigung Eisen, ein Lenkungsverband der NS-Wirtschaft seit 1942, betrieb vor Ort die größte ihrer Außenstellen.

## Geschichte ab 1945
Nach dem Zusammenbruch des Dritten Reiches konnte Düsseldorf aufgrund verbliebener und neu entstehender Strukturen eine für die Wirtschaft des Ruhrgebiets und Rheinlands wichtige Rolle einnehmen. Die als Nachfolgerin der Rheinprovinz gebildete Provinz Nordrhein und zentrale Dienststellen der britischen Besatzungszone nahmen dort ihren Sitz. Von 1949 bis 1952 kontrollierte die Internationale Ruhrbehörde den für den Wiederaufbau Europas bedeutenden Montansektor Deutschlands von Düsseldorf aus.
Inwieweit die Funktion „Schreibtischs des Ruhrgebiets“ 1946 Einfluss auf die Wahl als Landeshauptstadt von Nordrhein-Westfalen hatte, ist Gegenstand der historischen Forschung. Unstrittig ist, dass die positive Reputation des Standorts seit den frühen 1950er Jahren zu Ansiedlungen der Japaner in Düsseldorf, zur Entwicklung einer japanischen Infrastruktur und zur Etablierung der Landeshauptstadt als „Kristallisationskern für japanische Investitionen in Europa“ geführt hat. Die erste Niederlassung war die der Firma Mitsubishi.
Nach der Gründung des Landes Nordrhein-Westfalen sah sich Düsseldorf ab 1952 als Mittelpunkt der „Stadtlandschaft Rhein-Ruhr“. Auch innerhalb der Metropolregion Rhein-Ruhr, eines Konzepts der Wirtschaftsgeographie und Raumordnung, und der Metropolregion Rheinland, eines Konzepts der Wirtschaftsförderung und des Regionalmarketings, liegt die Landeshauptstadt im Mittelpunkt und verfügt über die höchste Zentralität.

## Kulturelle Bedeutung
Nicht nur Düsseldorf, sondern auch andere Städte mit zentralörtlicher Bedeutung für das Ruhrgebiet, etwa Essen, werden heutzutage mit dem Attribut „Schreibtisch des Ruhrgebiets“ charakterisiert. Mit Blick auf die Auffassung, dass die Funktion „Schreibtisch des Ruhrgebiets“ mehr bedeutet als eine bloße Zentralisierung von Verwaltungsfunktionen, und zwar besonders oder prototypisch für die Zeit der Kartelle und Syndikate im 19. und frühen 20. Jahrhunderts, führte der Kartelltheoretiker Holm Arno Leonhardt 2013 aus, dass im Umfeld der Syndikatszentralen für Stahl und Kohle, d. h. in Düsseldorf und Essen, wichtige regionalwirtschaftliche Entscheidungen getroffen wurden, die auf Sicht von Jahrzehnten den Aufstieg des Gebiets zu einer Region mit einer einzigartig dichten und durchdachten Infrastruktur ermöglichte. So plädiert er dafür, die besondere „regionalwirtschaftliche Organisationskunst“ der Syndikate als ein immaterielles Kulturgut aufzufassen und unter den Welterbeschutz der UNESCO zu stellen, bevor sie ganz in Vergessenheit gerät. Geeignete Erinnerungsorte seien Düsseldorf und Essen.
Manchmal wird der Begriff „Schreibtisch des Ruhrgebiets“ mit der „sauberen“ Verwaltungstätigkeit gegenüber der „dreckigen“ Produktion konnotiert. In seinem Lied Bochum spielte Herbert Grönemeyer mit der Frage „Wer wohnt schon in Düsseldorf?“ auf diesen Aspekt an.